# Segundo Gobierno de Kosyguin
El Segundo Gobierno de Kosyguin fue el gabinete de la Unión Soviética establecido en 1966 con Alekséi Kosyguin como jefe de Gobierno, desempeñándose como presidente del Consejo de Ministros. Se estableció tras el anterior gobierno de Kosyguin, y finalizó 14 de junio de 1970. Bajo él, se crearon muchos ministerios nuevos.

## Composición
| Ministro                                                        | Titular                          | Partido |
| --------------------------------------------------------------- | -------------------------------- | ------- |
| Presidente                                                      | Alekséi Kosyguin                 | PCUS    |
| Primer Vicepresidente                                           | Dmitri Polianski                 | PCUS    |
| Primer Vicepresidente                                           | Kirill Mazurov                   | PCUS    |
| Vicepresidentes                                                 | Ignati Nóvikov                   | PCUS    |
| Vicepresidentes                                                 | Veniamín Dymshits                | PCUS    |
| Vicepresidentes                                                 | Mijaíl Lesetshko                 | PCUS    |
| Vicepresidentes                                                 | Leonid Smirnov                   | PCUS    |
| Vicepresidentes                                                 | Nikolái Baibakov                 | PCUS    |
| Vicepresidentes                                                 | Vladímir Kirillin                | PCUS    |
| Vicepresidentes                                                 | Nikolái Tíjonov                  | PCUS    |
| Vicepresidentes                                                 | Mijaíl Yefrémov                  | PCUS    |
| Comercio Exterior                                               | Nikolái Patolichev               | PCUS    |
| Ferrocarriles                                                   | Boris Beshchev                   | PCUS    |
| Marina Mercante                                                 | Víktor Bakayev (1966-1970)       | PCUS    |
| Marina Mercante                                                 | Timoféi Guzenko (1970)           | PCUS    |
| Mecánica Mediana                                                | Yefim Slavski                    | PCUS    |
| Construcción de Transporte                                      | Yevgueni Kozhevnikov             | PCUS    |
| Industria de Aviación                                           | Piótr Dementiev                  | PCUS    |
| Construcción Naval                                              | Boris Butoma                     | PCUS    |
| Industria de Radio                                              | Valeri Kalmikov                  | PCUS    |
| Asuntos Exteriores                                              | Andréi Gromiko                   | PCUS    |
| Asuntos Internos                                                | Nikolái Schiólokov               | PCUS    |
| Cultura                                                         | Yekaterina Furtseva              | PCUS    |
| Educación                                                       | Mijaíl Prokófiev                 | PCUS    |
| Educación Superior                                              | Viacheslav Eliutin               | PCUS    |
| Finanzas                                                        | Vasili Garbuzov                  | PCUS    |
| Comercio                                                        | Aleksándr Struyev                | PCUS    |
| Defensa                                                         | Rodión Malinovski (1966-1967)    | PCUS    |
| Defensa                                                         | Andréi Grechko (1967-1970)       | PCUS    |
| Comunicaciones                                                  | Nikolái Psurtsev                 | PCUS    |
| Salud                                                           | Boris Petrovski                  | PCUS    |
| Agricultura                                                     | Vladímir Matskévich              | PCUS    |
| Geología                                                        | Aleksándr Sidorenko              | PCUS    |
| Energía y Electrificación                                       | Piótr Neporozhni                 | PCUS    |
| Aviación Civil                                                  | Yevgueni Lóguinov (1966-1970)    | PCUS    |
| Aviación Civil                                                  | Boris Bugayev (1970)             | PCUS    |
| Metalurgia Ferrosa                                              | Iván Kazanets                    | PCUS    |
| Industria de Carbón                                             | Boris Bratchenko                 | PCUS    |
| Industria Química                                               | Leonid Kostandov                 | PCUS    |
| Industria del Petróleo                                          | Valentín Shashin                 | PCUS    |
| Industria de Petróleo y Petroquímica                            | Víktor Fiódorov                  | PCUS    |
| Industria Forestal y Procesamiento de Madera                    | Nikolái Timoféyev                | PCUS    |
| Industria de Materiales de Construcción                         | Iván Grishmanov                  | PCUS    |
| Industria Ligera                                                | Nikolái Tarásov                  | PCUS    |
| Industria Alimentaria                                           | Vasili Zotov (1966-1970)         | PCUS    |
| Industria Alimentaria                                           | Voldemar Lein (1970)             | PCUS    |
| Industria Pesquera                                              | Aleksándr Ishkov                 | PCUS    |
| Industria Cárnica y Láctea                                      | Serguéi Antónov                  | PCUS    |
| Maquinaria Pesada de Construcción                               | Vladímir Zhigalin                | PCUS    |
| Herramientas-Máquinas de Construcción                           | Anatoli Kostousov                | PCUS    |
| Construcción de Máquinas Viales                                 | Yefim Novosiolov                 | PCUS    |
| Maquinaria Agrícola y Automovilística                           | Iván Sinitsyn                    | PCUS    |
| Industria Automotriz                                            | Aleksándr Tarásov                | PCUS    |
| Construcción de Maquinaria Petroquímica                         | Konstantín Brejov                | PCUS    |
| Industria de Equipos Eléctricos                                 | Alekséi Antónov                  | PCUS    |
| Sistemas de Instrumentación, Automatización y Control           | Konstantín Rúdnev                | PCUS    |
| Construcción de Maquinaria para Industrias Ligera y Alimenticia | Vasili Doyenin                   | PCUS    |
| Instalación y Obras Especiales de Construcción                  | Fuad Yakubovski                  | PCUS    |
| Recuperación de Tierras y Conservación del Agua                 | Yevgueni Alekseyevski            | PCUS    |
| Industria de Gas                                                | Alekséi Kortunov                 | PCUS    |
| Ingeniería General                                              | Serguéi Afanásiev                | PCUS    |
| Metalurgia No Ferrosa                                           | Piótr Lomako                     | PCUS    |
| Industria Electrónica                                           | Aleksándr Shokin                 | PCUS    |
| Industria Armamentística                                        | Serguéi Sverov                   | PCUS    |
| Vivienda y Arquitectura                                         | Mijaíl Pozojin                   | PCUS    |
| Construcción de Industria Pesada                                | Nikolái Goldin                   | PCUS    |
| Construcción Industrial                                         | Aleksándr Tokaryev               | PCUS    |
| Construcción Agrícola                                           | Stepán Jitrov                    | PCUS    |
| Construcción                                                    | Gueorgui Karavayev               | PCUS    |
| Industria Médica                                                | Piótr Gusenko                    | PCUS    |
| Construcción de Maquinaria                                      | Viacheslav Bajirov               | PCUS    |
| Industria de Celulosa y Papel                                   | Konstantín Galantshin            | PCUS    |
| Comisión de Control Popular                                     | Pável Kovanov                    | PCUS    |
| Comité Estatal de Planificación                                 | Nikolái Baibakov                 | PCUS    |
| Comité de Seguridad del Estado                                  | Vladímir Semichastni (1966-1967) | PCUS    |
| Comité de Seguridad del Estado                                  | Yuri Andrópov (1967-1970)        | PCUS    |